# 本多重方
本多 重方 （ほんだ しげかた、慶長13年（1608年）- 元禄4年（1691年）） は、福井藩家老。
父は本多成重。本多作左衛門こと本多重次は祖父。正室は本徳寺教珍の娘。子は本多道重。通称主税、民部。号浄入。

## 生涯
慶長13年（1608年）、旗本本多成重の四男として生まれた。慶長18年（1613年）、父の成重が福井藩主松平忠直の付家老となった。元和9年（1623年）忠直が改易となり、成重は独立して丸岡藩主となった。忠直に代わって福井藩主となった忠昌から、成重の子の出仕を望まれた。寛永元年（1624年）成重と共に江戸城に登城して将軍家光と大御所秀忠に拝謁し、福井藩に出仕する許しを賜った。重方は忠昌に仕え、後に3000石を知行し家老、高知席首座となった。高知席は家老を輩出する、藩内最高の家格。
延宝7年（1679年）隠居して浄入と名乗り、家督を嫡男道重に譲った。元禄4年（1691年）死去。享年84。